# Michele Benso di Cavour
Michele Benso, V marchese di Cavour, conte di Cellarengo e di Isolabella (Torino, 14 dicembre 1781 – Torino, 15 giugno 1850), è stato un nobile, politico e militare italiano, padre di Camillo Benso di Cavour.

## Biografia
Nacque a Torino da Giuseppe Filippo Benso, IV marchese di Cavour, di Cellarengo e di Isolabella (Torino, 11.XI.1741 - Torino, 18.IV.1807) e da sua moglie Giuseppa Francesca Maria Philippina dei marchesi di Sales (Torino, 15.VI.1762 - Torino, 5.IV.1849), I contessa dell'Impero Francese di Sales. Proveniente da una famiglia antica ma a quell'epoca gravemente indebitata, dopo l'invasione napoleonica del Piemonte (1796) si arruolò nell'esercito francese e combatté agli ordini del generale Schérer nella battaglia di Verona del 1799, persa contro l'esercito austriaco. Durante l'epoca napoleonica, nel 1800, fu luogotenente e aiutante di campo di Thaon di Revel. Si stabilì poi a Firenze e successivamente a Ginevra con lo zio Uberto.
Entrato in contatto con il mondo finanziario di Ginevra, intraprese diverse iniziative per risanare i bilanci familiari, tra le quali il suo matrimonio celebrato nel 1805 con la marchesa ginevrina Adélaïde di Sellon d'Allaman. Grazie alle sue conoscenze ginevrine e con l'appoggio del conte Tancredi Falletti di Barolo, nel 11 marzo 1810 Cavour ricevette il titolo di I barone dell'Impero Francese Benso di Cavour; successivamente si affiliò alla massoneria napoleonica, figura col grado di Maître Elu nella Loggia di Torino.
Dopo la restaurazione, però, la famiglia Cavour fu guardata con sospetto per i legami con il passato regime. Cavour fece così due pubbliche ritrattazioni del proprio passato massonico e fu ammesso tra i frequentatori del principe di Carignano. Riconquistò così la fiducia della corte, tanto che nel 1819 fu nominato consigliere di Chieri e decurione di Torino. Durante i moti del 1821 mantenne una posizione di equidistanza che gli permise di conservare la fiducia degli ambienti più conservatori ma anche quella di Carlo Alberto, favorevole ai moti. Grazie al segretario all'Interno Roget de Cholex stabilì rapporti anche con Carlo Felice, così fu nominato membro della Camera di agricoltura e commercio e della Società di agricoltura (1826).
Nel frattempo aveva ampliato con l'acquisto delle cascine di Leri e Montarucco le proprietà familiari, che amministrava direttamente, applicando sistemi moderni di coltivazione descritti in un opuscolo, Mémoire sur la terre de Léry (1827). Nel 1824 prese parte alla realizzazione della prima linea di navigazione a vapore sui laghi Maggiore e di Como. Si adoperò anche per proteggere il figlio Camillo dai sospetti di attività sovversive e ottenne per lui la nomina a sindaco di Grinzane, mentre diventava egli stesso sindaco di Torino (1833, confermato nel 1834).
Nel 1835 fu nominato vicario e sovrintendente generale di politica e polizia della città di Torino e nell'occasione dimostrò le proprie capacità organizzative nell'affrontare l'epidemia di colera di quell'anno, oltre che di altre iniziative come l'illuminazione a gas della città, i progetti per l'asfaltatura delle strade. Nel 1847 lasciò l'incarico di vicario di polizia e nel 1848 si pronunciò nel Collegio dei decurioni a favore della richiesta di una costituzione, con un parere che fu ritenuto molto autorevole. Morì a Torino nel 1850.

## Matrimonio e discendenza
Dall'unione con Adélaïde di Sellon d'Allaman (Ginevra, 1780 - Torino, 23.IV.1846), sorella di Jean-Jacques de Sellon, nacquero:
- Gustavo, deputato del regno di Sardegna, prima, e deputato del regno d'Italia, poi;
- Camillo, futuro padre della patria.

## Opere principali
- Mémoire sur la terre de Léry (1827)

## Armoriale
| Stemma | Blasonatura |
| ------ | --- |
|        | Michele Giuseppe Francesco Antonio Benso, V Marchese di Cavour D'argento al capo di rosso, caricato da tre conchiglie di Santiago d'oro ordinate in fascia. |
|        | Michele Giuseppe Francesco Antonio Benso, Barone dell'Impero Troncato, al 1° d'azzurro a due stelle d'argento sormontate da una mezzaluna montante dello stesso; al 2° di rosso, caricato da tre conchiglie di Santiago d'oro ordinate in fascia; quartier franco sinistro del capo di rosso, caricato di un portale aperto, sormontato da un frontone d'argento, accompagnato in cuore dalle lettere DJ (Domus Julii) del medesimo. Ornamenti esteriori: quattro lambrecchini d'argento. Tocco di velluto nero, controvaiato, sormontato da tre piume d'argento. |